# Opus (begrepp)
Ett opus, som är latin för "verk", är ett verk eller ett betydelsefullt alster. Inom musiksammanhang förkortas vanligen op.. 
Inom den medeltida konsten betecknar det ett särskilt tekniskt förfarande inom arkitektur eller konstindustri, för att åstadkomma en dekorativ verkan. Exempel är Opus anglicanum inom textilkonsten. Inom arkitekturen förekommer begreppen Opus musivum som beteckning för en i mosaik utförd golvbeläggning i bränt tegel eller natursten kallad Opus plastricum, likaså förekommer det som beteckning på ett flertal murförband, liksom som beteckning på för ett land karaktäristiska byggnadssätt som opus longobardicum, eller opus francigenum.
Under 1600-talet kom det i bruk för numrering av musikaliska verk, och syftade då enbart på tryckta kompositioner, då följt av (kronologisk) siffra. Då de syftade på tryckåren följde numreringen nödvändigtvis inte verkens tillkomsttid. Vissa kompositörer använde sig inte alls av opusbeteckningar som Johann Sebastian Bach, medan andra varit mycket noggranna som Ludwig van Beethoven. Opus posthumus har använts som beteckning för verk som publicerats efter personens död.
Mindre vanligt är att som icke-upphovsman använda ordet antingen som ett mera kultiverat språkbruk för verk, eller värdeladdande för att tillerkänna ett visst verk en större betydelse än andra i samma genre. I de senare fallen brukas ibland benämningen magnum opus, till exempel "Denna roman/Detta konstverk kan sägas vara NN:s magnum opus."